# 水原バラバラ殺人事件
水原バラバラ殺人事件（スウォンバラバラさつじんじけん）は、2012年4月1日に大韓民国京畿道水原市で発生したバラバラ殺人事件である。

## 概要
2012年4月1日、京畿道水原市八達区で中国出身の朝鮮族A（42歳）がケータイ部品工場で働いて退勤する韓国人女性B（28歳）を家に拉致して、同月2日にBを性暴行しようとして失敗すると、Bの首を締めて殺害した後、死体を切り出した。
犯人Aは2012年4月2日、警察に捕まった。
殺された女性は、殺される前に警察に届出をしたが、警察の先延ばし対応で被害者を救助しなかったという議論が起こった。これについて警察は謝罪文を発表した。
この事件の報道で、当初、警察は殺害された女性と事件受付をした警察官との通話の1分20秒分を明らかにしたが、メディアの取材の結果、112（日本の110番に相当）通報センターへの通話時間は7分36秒だったことが分かった。
犯人Aは、被害者をスパナーで2回に殴った後、首を締めて殺害したと警察署で示された。

## 社会的影響
この事件の余波で凶悪犯罪への不安が高まり、韓国のオンラインショッピングモールの防犯装備の販売量が増えたことが分かった。

## 判決
2012年6月1日、検察は犯人Aの結審公判に死刑を求刑 、電子足輪付着30年も一緒に要求した。
6月15日、1審裁判所である水原地裁は人肉や臓器売買も目的としたものとして被告に死刑を宣告したが、被告は裁判所の判断を不服とし控訴した。
同年10月18日のソウル高裁での控訴審では、1審死刑判決の理由となった犯行手口が残忍で罪質が重い、人肉および臓器密売を目的として犯行を犯したという明確な根拠を見つけることができず無期懲役に減刑、検察は量刑不当として上告した。
2013年1月16日、最高裁が「10年以上の懲役刑が宣告された場合、検査が量刑不当を理由に上告することができないというのが最高裁の判例」という点を根拠Aに検察の上告を棄却することにより、刑が確定した。 
犯人Aはこの判決に基づいて無期懲役を宣告され身上情報公開10年と、電子足輪付着30年命令を受けて、現在、慶北北部第1刑務所（青松刑務所）に収監中である。